# The Little Monsters Family
The Little Monsters Family（ザリトルモンスターズファミリー）は、1999年にゆずと彼らのプロデューサーであるJUN SKY WALKER(S)の寺岡呼人で結成されたスペシャルユニットである。
1999年12月25日に「星がきれい」を初回限定盤と通常盤の2タイプでリリース。他にネプチューンのマキシシングル「上を向いて歩いていこう／日本人は胃腸が弱い」のプロデュースを手がけている。しかしThe Little Monsters Familyとしての活動は2010年現在「星がきれい」のリリースとネプチューンのプロデュースだけで、それ以降シングル、アルバムの発表はない。「星がきれい」は初回限定盤、通常盤ともに生産が終了し廃盤になっている。

## メンバー
- 北川悠仁（きたがわ ゆうじん）
- 岩沢厚治（いわさわ こうじ）
- 寺岡呼人（てらおか よひと）

## 結成までの経緯
寺岡呼人がゆずのアルバム「ゆずえん」のレコーディング最中、空き時間に遊びで曲を作っていた際に生まれた未完成の楽曲「星がきれい」を聞いたゆずの岩沢厚治が曲の続きを作り、最終的に2人で完全に仕上げたことから結成に繋がった。ユニット名は「リトルモンスター」という言葉を寺岡呼人が考え、「ファミリー」という言葉をゆずが考えたので、あわせて「ザリトルモンスターズファミリー」という名になった。

## ディスコグラフィー

### シングル
1. 星がきれい（1999年12月25日）TFCC-87048 初回限定盤マキシシングル仕様／TFDC-28014 通常盤8cmシングル仕様